# Amor a mitjanit
Amor a mitjanit (títol original: Let's Do It Again) és una pel·lícula musical estatunidenca de Technicolor de 1953 ambientada a Nova York el 1950 i estrenada per Columbia Pictures. La pel·lícula va ser dirigida per Alexander Hall i protagonitzada per Jane Wyman, Ray Milland, Aldo Ray i Tom Helmore. Està doblada al català.
Aquesta pel·lícula és una reelaboració d'una obra teatral d'Arthur Richman, The Awful Truth (1922), que es va portar al cinema prèviament el 1925, 1929 i 1937. L'última versió comptava amb Irene Dunne i Cary Grant de protagonistes. La lletra dels números musicals va ser escrita per Ned Washington.

## Argument
L'actriu Connie Stuart li diu al seu marit, el compositor Gary Stuart, que ha passat una nit en una motel rural amb el seu rival Courtney Craig. Ell l'acusa d'infidelitat. Ella, al seu torn, l'acusa d'adulteri amb la ballarina Lilly Adair. La parella es divorcia.
Passen diverses setmanes mentre la parella espera el termini de 60 dies perquè el decret de divorci sigui definitiu. Un dia, en Gary va a l'apartament de la Connie per parlar amb ella sobre la recuperació del seu piano, ja que s'ha de fer un forat a la paret per treure'l. Ell descobreix que ha acceptat aparèixer a la nova obra d'en Courtney. La seva actuació crida l'atenció del milionari de la mineria d'urani Frank McGraw, i comencen a sortir. En Gary, gelós d'en Courtney, però no disposat a admetre que encara estima la Connie, suborna els transportistes de piano perquè es prenguin el seu temps perquè pugui visitar la Connie repetidament.
El germà de d'en Gary, en Chet, li diu que la Connie està veient en Frank, el miner, i no en Courtney. En Gary passa la nit a casa de la Connie, component una cançó per a ella en un intent de recuperar-la.
El nou musical d'en Gary és un èxit, però és infeliç de no tenir la Connie com a estrella. En Chet li diu que el comentari de la Connie que va passar la nit amb en Courtney en el motel rural va ser una mentida pensada per fer enveja en Gary. Mentrestant, en Frank, intentant allunyar-la d'en Gary, va a l'apartament de la Connie per fer-li una proposició de casament. En Courtney intentant evitar el compromís; arriba abans que en Frank. En Gary apareix moments després, furiós per trobar a en Courtney allà. justament quan en Frank arriba per proposar-li matrimoni. En Frank retira la seva proposta de matrimoni i deixa la Connie quan troba els dos homes barallant-se.
En Gary segueix convençut que Connie va cometre adulteri i comença a sortir amb la Deborah Randolph.
Finalment, la Connie fa que en Gary vagi al seu apartament per treure el piano. Mentre és allà, en Gary telefona a la Deborah. La Connie intenta interferir en la seva relació cantant una cançó romàntica. La Deborah escolta la veu de la dona i en Gary afirma que és la seva germana qui canta. "La germana de Gary" enganya a la Deborah perquè organitzi una festa per en Gary i la convidi. La Connie apareix a la festa i canta per als convidats. La Deborah, adonant-se que "la germana de Gary" és realment la Connie, li diu a Gary que torni amb la seva dona. En Gary s'adona que va ser un ximple mostrant interès per la Lilly Adair. Amb només uns minuts abans que el decret de divorci entri en vigor, la Connie admet que sempre ha estat fidel i en Gary li promet una fidelitat renovada. S'abracen i reprenen el seu matrimoni.

## Repartiment
- Jane Wyman com Constance "Connie" Stuart
- Ray Milland com Gary Stuart
- Aldo Ray com Frank McGraw
- Leon Ames com Chet Stuart
- Valerie Bettis com Lilly Adair
- Tom Helmore com Courtney Craig
- Karin Booth com Deborah Randolph
- Mary Treen com Nelly
- Dick Wessel com transportista
- Kathryn Givney com Mrs. Randolph
- Herbert Heyes com Mr. Randolph
- Franklyn Farnum com Courtney
- Alphonse Martell com Pierre
- Herb Vigran com Charlie Foster